# 燕後簡公
燕後簡公（燕僖公，?—前370年），原名姬載，一說名姬款，继燕閔公之位，一說是继燕平公之位。在位四十二年卒（《史記》說十二年卒），燕后桓公立（《史記》說燕孝公立），一說是燕獻公立（引《竹書紀年》）。
| 前任： 燕閔公 | 燕國君主 前414年—前373年 | 繼任： 燕後桓公 |